# Atylostagma glabra
Atylostagma glabra är en skalbaggsart som beskrevs av Schaeffer 1909. Atylostagma glabra ingår i släktet Atylostagma och familjen långhorningar. Inga underarter finns listade.